# W. D. Mohammed
Warith Deen Mohammed (ursprünglich Wallace Delaney Mohammed; geboren 30. Oktober 1933; gestorben 9. September 2008), auch bekannt als WD Mohammed oder Imam W. Deen Muhammad usw., war ein US-amerikanischer muslimischer Führer, Theologe, Philosoph, Reformer und afroamerikanischer Denker (1975–2008). Er gehörte zu den wichtigsten muslimischen Führern in Nordamerika, die 1976 die Nation of Islam (NOI) auflösten und sie in eine orthodoxe islamische Bewegung umwandelten, die World Community of Al-Islam in the West, die später zur American Society of Muslims wurde.

## Biographie
Mohammed wurde am 30. Oktober 1933 geboren. Er war der Sohn von Elijah Muhammad, des zweiten Führers der Nation of Islam (NOI) von 1933 bis 1975.
Anfangs bewegte sich W. D. Mohammed in den Fußstapfen seines Vaters Elijah Muhammad und wurde der Führer des Tempels der NOI in Philadelphia. 1961 erhielt er eine dreijährige Gefängnisstrafe für die Verweigerung des Militärdienstes. Im Gefängnis studierte er gewissenhaft Koran und Sunna, was ihm die Augen öffnete für die Unterschiede zwischen den Lehren seines Vaters und denen der restlichen islamischen Welt. Nach seiner Entlassung aus dem Gefängnis löste er sich von der NOI und bildete eine Splittergruppe, die Afro-Descent Upliftment Society. Nach der Ermordung von Malcolm X im Februar 1965 trat er wieder der NOI bei. In den folgenden Jahren wurde er wegen abweichender Lehren wiederholt aus der Bewegung ausgeschlossen. Nach dem Tod seines Vaters 1975 gelang es ihm jedoch, die Führung (als Chief Minister) der NOI zu übernehmen.
Er brachte von nun an bis 1978 die meisten ursprünglichen NOI-Mitglieder zum Mainstream des traditionellen sunnitischen Islam. Mit dieser Fusion überwachte er die größte Massenkonversion in der Geschichte des Islam in den Vereinigten Staaten. Er lehnte die frühere Vergöttlichung von Wallace Fard Muhammad – des Gründers der Nation of Islam – ab, akzeptierte Weiße als Mitanbeter, schmiedete engere Beziehungen zu den etablierten muslimischen Gemeinschaften und führte die Fünf Säulen des Islam in die Theologie seiner Gruppe ein. Für die afroamerikanischen Muslime verwendete er fortan die Bezeichnung „Bilalians“, womit er sie in eine Tradition zu Bilāl ibn Rabāh stellen wollte, den schwarzen Gefährten Mohammeds, der als Sklave zum Islam übertrat und später freigelassen wurde. So nannte er auch die organisationseigene Zeitung Muhammad Speaks in Bilalian News um.
Allerdings bildeten sich verschiedene Splittergruppen, die sich diesen Veränderungen widersetzten, insbesondere unter Louis Farrakhan, der 1981 den Namen Nation of Islam (The Final Call) für seine Organisation wieder aufleben ließ. Farrakhans NOI und der genannte Final Call beanspruchen direkte Kontinuität mit dem NOI vor 1976.
W. D. Mohammed erhielt zahlreiche Auszeichnungen und Preise, darunter von US-Präsident Bill Clinton, dem ägyptischen Präsidenten Anwar Sadat und Papst Johannes Paul II. Er war auch der erste Muslim, der das Morgengebet auf dem Boden des US-Senats sprach.
Der Verlag W.D.M. Publications publiziert seine Schriften.
Der älteste Sohn von W. Deen Mohammed ist Warithudeen Mohammed II, er ist Präsident von The Mosque Cares (Ministry of Imam W. Deen Mohammed), einer von Imam W. Deen Mohammed gegründeten Wohltätigkeitsorganisation.
Die Community of Imam W. Deen Mohammed (IWDM Community) verfügt heute über ein weites Netz von Moscheen (Masjids) und muslimischen Zentren im Lande.

## Publikationen

### Bücher
- The Teachings of W. D. Muhammad, Muhammad’s Mosque #2, Chicago, Illinois, 1975
- The Lectures of Emam W. D. Muhammad, Muhammad’s Mosque #2, Chicago, Illinois, 1976
- Book of Muslim Names, The Honorable Elijah Muhammad Mosque#2, Chicago, Illinois, February 1976
- The Man and the Woman in Islam, The Honorable Elijah Muhammad Mosque #2, Chicago, Illinois, February 1976
- As the Light Shineth from the East, W.D.M. Publications, Chicago, Illinois, 1980
- Prayer and Al-Islam, Muhammad Islamic Foundation, Chicago, Illinois, 1982
- Religion on the Line, W.D.M. Publications, Chicago, Illinois, 1983
- Imam W. Deen Muhammad speaks from Harlem, N.Y. Book 1, W. D. M. Publications, 1984
- Imam W. Deen Muhammad speaks from Harlem, N.Y.: Challenges That Face Man Today Book 2, 1985
- Meeting The Challenge: Halal Foods for Our Everyday Needs, The Honorable Elijah Muhammad Masjid, Chicago, Illinois, 1986
- An African American Genesis, M.A.C.A. Publication Fund, Chicago, Illinois, 1986
- Focus on Al-Islam : a series of interviews with Imam W. Deen Mohammed in Pittsburgh, Pennsylvania, Zakat Publications, Chicago, Illinois, 1988
- Al-Islam: Unity, and Leadership, The Sense Maker, Chicago, Illinois, 1991, ISBN 1-879698-00-5
- Worst Oppression Is False Worship "The Key Is Tauheed-Oneness of Allah," W.D.M. Publications, Chicago, Illinois, 1991
- Growth for a Model Community in America, W.D.M. Publications, Chicago, Illinois, 1995
- Islam's Climate for Business Success, The Sense Maker, Chicago, Illinois, 1995, ISBN 1-879698-01-3
- Mohammed Speaks, W.D.M. Publications, Chicago, Illinois, 1999
- Blessed Ramadan – The Fast of Ramadan
- Plans for a Better Future: Peace, Inclusion and International Brotherhood
- The Schemes Of Satan the Enemy of Man
- The Champion We Have In Common: The Dynamic African American Soul Books 1, 2, 3, & 4, The Mosque Cares Publications, August 2005
- A Time for Greater Communities Volumes 1–4
- Securing our Share of Freedom
- Prayer in al-Islam, A Learner's Guide w/Instructional CD, WDM Publications, Chicago, Illinois, 2007
- Return to Innocence: Transitioning of the Nation of Islam, The Sense Maker, Chicago, Illinois, 2007
- Life The Final Battlefield, W.D.M. Publications, Chicago, Illinois, 2008

### Pamphlete
- A Look At W. Deen Mohammed: Muslim American Spokesman for Human Salvation, A Ministry of W. Deen Mohammed Publication, Chicago, Illinois, 1993

### Video- und Audio-Präsentationen
- Imam W. Deen Mohammed: "Systems of Knowledge", Muslim News Magazine, 1994 (Video)